# Стебницкий (хутор)
Стебницкий (Стеблицкий) — хутор в Новокубанском районе Краснодарского края. Входит в состав Советского сельского поселения.

## География
Хутор лежит южнее Армавира, на берегу реки Уруп, незадолго до её впадения в Кубань.

## История
В 1860-е годы здесь находился «офицерский участок», пожалованный топографу Иерониму Стебницкому. По справочнику «Кубанская область. Списки населенных мест по сведениям 1882 года» располагался частный владельческий участок генерал-майора Стебницкого в 1012 десятин земли. Тогда было 20 дворов и 20 домов, значилось 74 жителя мужского пола и 74 — женского. Хутор населяли иногородние, «великороссийской» народности и православного вероисповедания.
В 2023 году Управление Росреестра по Краснодарскому краю исправило ошибочное написание «Стеблицкий», которое закрепилось в документах, на «Стебницкий», изменение внесено в государственный каталог. Директор Новокубанского краеведческого музея Евгений Замореев предположил, что в советские годы ошибка была неслучайна: «понимали, что будет много вопросов к названию [хутора, что носит имя военного топографа императорской армии]. Потому они решили поменять в названии одну букву».

## Население
| 2002 | 2010 |
| ---- | ---- |
| 677  | ↘581 |